# Condado de Chouteau

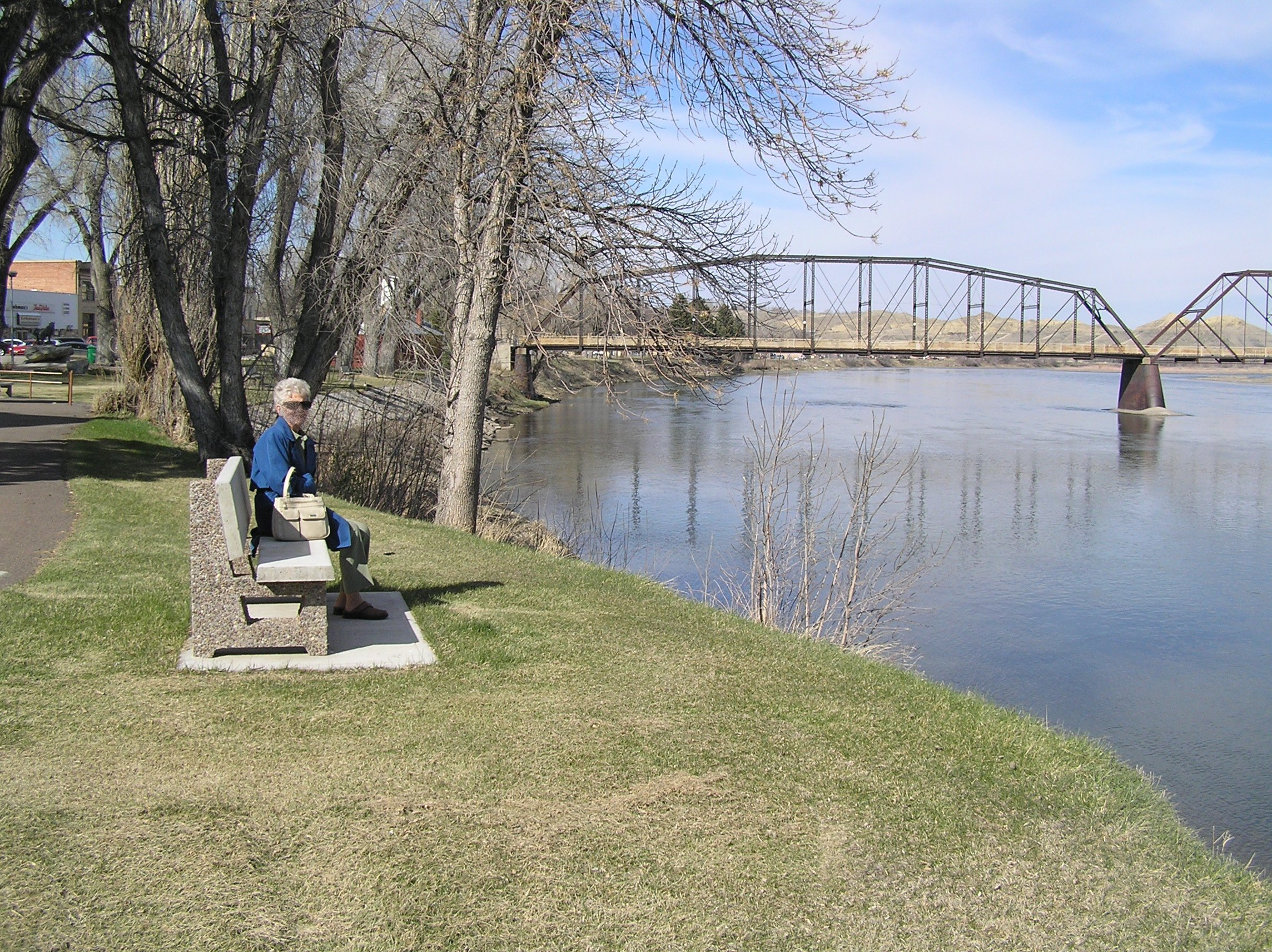
O rio Missouri à passagem por Fort Benton, capital do condado de Chouteau, Montana

O Condado de Chouteau é um dos 56 condados do estado norte-americano de Montana. A sede de condado é Fort Benton, que é também a sua maior cidade. O condado tem uma área de 10 352 km² (dos quais 62 km² estão cobertos por água), uma população de 5970 habitantes, e uma densidade populacional de 0,6 hab/km² (segundo o censo nacional de 2000).
O condado foi fundado em 1865 e o seu nome é uma homenagem a Jean Pierre Chouteau (1758-1849) e seu filho Pierre Cadet Chouteau (1789-1865), membros da família Chouteau, mercadores de peles, que estabeleceu em Fort Benton um importante porto comercial no rio Missouri.
Já foi o segundo condado dos Estados Unidos em área e foi o maior do Território de Montana, até ter sido subdividido em 1909, pois havia locais no condado que distavam mais de 400 km de Fort Benton. O seu território contém uma parte da Floresta Nacional de Lewis e Clark.